# Tiền (đơn vị tiền cổ)
| Đơn vị tiền cổ (trước năm 1945) | Đơn vị tiền cổ (trước năm 1945) | Đơn vị tiền cổ (trước năm 1945) | Đơn vị tiền cổ (trước năm 1945)              |
| Tên gọi đơn vị                  | Chữ Nho                         | Giá trị tại Việt Nam            | Giá trị tại Nhật Bản, Triều Tiên, Trung Hoa, |
| ------------------------------- | ------------------------------- | ------------------------------- | -------------------------------------------- |
| đồng                            | 文 Văn                          | -                               | -                                            |
| tiền                            | 陌 Mạch                         | 36-60 đồng                      | 100 đồng                                     |
| 1 quan                          | 貫 Quán, 元 Nguyên              | 360-600 đồng                    | 1000 đồng                                    |

Tiền là một đơn vị tiền tệ cổ của người Việt. Theo tỷ số xưa thì 1 quan là 10 tiền; 1 tiền là 60 đồng nếu là "tiền quý" còn trong dân gian thì chỉ có 30 đồng tiền gián. Đơn vị này sử dụng đến năm 1945 thì bị loại bỏ.
Ca dao Việt Nam có câu:
Một quan tiền tốt mang đi
Nàng mua những gì mà tính chẳng ra
Thoạt tiên mua ba tiền gà
Tiền rưỡi gạo nếp với ba đồng trầu...